# Bernduits
Bernduits (Standaard Duits: Berndeutsch, Alemannisch: Bärndütsch) is het Zwitserduitse dialect van het Hoogalemannisch dat wordt gesproken op de Zwitserse Hoogvlakte (Mittelland) deel van het kanton Bern en in enkele aangrenzende regio's. 

## Fonologie
Bernduits onderscheidt zich van andere Zwitserduitse dialecten door de volgende kenmerken:
- Het inkorten van veel hoge klinkers, b.v. Zyt [tsit] 'tijd', Lüt [lyt] 'mensen', lut [lut] 'luid' in plaats van de lange klinker die typisch is in andere Alemannische dialecten, b.v. Zürichduits Ziit [tsiːt], Lüüt [lyːt], luut [luːt] (Standaard Duits Zeit, Leute, laut).
- De l-vocalisatie, b.v. Hauue [ˈhɑu̯wə] 'hal', Esu [ˈɛz̥u] 'ezel' in plaats van Halle, Esel. Dit heeft geleid tot een uitgebreid repertoire van diftongen en triftongen, b.v. euter [ˈɛu̯tər] 'ouder', Seeu [ˈz̥ɛːu̯] 'ziel', Schueu [ˈʒ̊uə̯u̯] 'school'.
- De velarisatie van nd naar ng, b.v. angers [ˈɑŋːərs] 'anders' (in vergelijking met Standaard Duits). De vele woorden die eindigen op -ng zorgden voor de grap dat Bernees bijna als Chinees klinkt: Schang gang hei, d Ching wei Hung [ʒ̊ɑŋː ɡ̊ɑŋː hɛj kχiŋː ʋɛj hʊŋɡ̊] 'Schang (Jan) ga naar huis, de kinderen willen honing(brood)'.
- Net als in andere Westelijk Hoogalemannische dialecten worden woorden als Fleisch [v̥lɛi̯ʒ̊] 'vlees' en Oug [ɔu̯ɡ̊] 'oog' uitgesproken met de tweeklanken /ei/ en /ou/, en niet /aɪ/ en /aʊ/.

| Bernduits       | Andere Alemannische dialecten | Standaard Duits |
| --------------- | ----------------------------- | --------------- |
| wit /ʋit/       | wiit /ʋiːt/                   | weit            |
| schrybe /ʒ̊rib̥ə/ | schriibe /ʒ̊riːb̥ə/             | schreiben       |
| suge /z̥uɡ̊ə/     | suuge /z̥uːɡ̊ə/                 | saugen          |
| Hüser /hyz̥ər/   | Hüüser /hyːz̥ər/               | Häuser          |
| Zile /tsilə/    | Ziile /tsiːlə/                | Zeile           |

## Bernduits elders
Een vorm van Bernduits wordt gesproken door de Zwitserse Amish-affiliatie van de Old Order Amish in Adams County, Indiana, Verenigde Staten, evenals andere nederzettingen in de VS, voornamelijk in Indiana.